# Bombardeamento de Alexandria (1882)
O Bombardeamento de Alexandria no Egito pela Frota do Mediterrâneo Britânico ocorreu em 11-13 de Julho de 1882.
O Almirante Beauchamp Seymour estava no comando de uma frota de quinze couraçados da Marinha Real que antes tinham navegado até ao porto de Alexandria para apoiar o Quediva Teufique Paxá, em meio à revolta nacionalista de Ahmed Urabi contra o seu governo e os seus estreitos laços com financiadores britânicos e franceses. Ele foi também acompanhado na demonstração de força por uma flotilha francesa. A medida forneceu alguma segurança ao quediva, que retirou a sua corte para o porto agora protegido, mas fortaleceu os nacionalistas de "Urabi" dentro do exército e em todo o restante do Egito. Em 11 de Junho, tumultos anticristãos começaram em Alexandria. Os residentes europeus da cidade fugiram e o "exército urabista" egípcio começou a fortificar e a armar o porto. Com a recusa de um ultimato para impedir esse acumular de forças, a frota britânica começou um bombardeamento de 10 horas e meia sem assistência francesa. Os historiadores discutem se o Almirante Seymour exagerou a ameaça das baterias egípcias em Alexandria para forçar a mão de uma administração relutante de Gladstone. Uma vez que os britânicos atacaram a cidade, eles procederam a uma invasão em grande escala para restaurar a autoridade do Quediva. O Egito permaneceu sob ocupação britânica até 1956.

## Origens
Em 1869, o Quediva Ismail do Egito, inaugurou o Canal de Suez, que era um empreendimento conjunto entre o governo egípcio e a companhia francesa do Canal de Suez. Durante a escavação do canal morreram tantos trabalhadores egípcios que se tornou comum na memória colectiva dos egípcios dizer que o sangue egípcio corria no canal antes da água dos mares. O canal cortou o tempo de navegação da Grã-Bretanha para a Índia em semanas e o interesse da Grã-Bretanha pelo Egito cresceu.
Devido à excessiva despesa do governo egípcio do ambicioso Quediva, a Grã-Bretanha comprou as acções do Quediva da companhia do Canal de Suez em 1875, tornando-se assim o sócio controlador. A preocupação francesa e britânica levou ao estabelecimento de um Condomínio Anglo-Francês sobre o Egito, que ainda estava nominalmente sob o Império Otomano. O nacionalismo egípcio foi incendiado e, após uma revolta das tropas egípcias em 1881, o controle total do governo foi mantido por 'Orabi Paxá em Fevereiro de 1882. A rebelião expressou ressentimento para com os estrangeiros.
‘Urabi organizou uma milícia e marchou para Alexandria. Entretanto, as potências europeias reuniram-se em Constantinopla para discutir o restabelecimento do poder do Quediva e uma frota Anglo-Francesa foi enviada para o porto de Alexandria. Os Egípcios começaram a reforçar e a melhorar as suas fortificações e a Câmara dos Comuns britânica ordenou que navios fossem temporariamente enviados da Frota do Canal para Malta, sob o comando do Almirante Seymour.
Em 20 de maio, a frota Anglo-Francesa combinada, composta pelo navio-de-guerra blindado britânico HMS Invincible, o couraçado francês La Galissonnière e quatro canhoneiras chegaram a Alexandria. Em 5 de Junho, mais seis navios de guerra entraram no porto de Alexandria e mais cruzaram a costa. As razões de o governo britânico ter enviado navios de guerra para Alexandria, são um objeto de debate histórico, com argumentos propostos que era para proteger o Canal de Suez e evitar "anarquia", e outros argumentos alegando que era para proteger os interesses dos investidores britânicos com ativos no Egito (ver Guerra anglo-egípcia de 1882).
A presença da frota estrangeira exacerbou as tensões em Alexandria entre as forças nacionalistas e a grande população estrangeira e cristã. Em 11 e 12 de junho, tumultos ferozes eclodiram, possivelmente iniciados por "partidários de Urabi", mas também imputados ao próprio Khedive como uma Operação de bandeira falsa. Mais de 50 europeus e 125 egípcios foram mortos na briga que começou perto da Place Mehmet Ali com o Almirante britânico Seymour, que estava em terra na época, escapando por pouco da multidão. Ao saber do tumulto, "Urabi ordenou que as suas forças restaurassem a ordem.
A reação dos países europeus ao distúrbio foi rápida. À medida que os refugiados fugiam de Alexandria, uma flotilha de mais de 26 navios pertencentes à maioria dos países da Europa reuniram-se no porto. Em 6 de Julho, quase todos os não-egípcios haviam saido de Alexandria. Enquanto isso, a guarnição continuava a fortalecer os vários fortes e torres com armas adicionais até que o Almirante Seymour emitiu um ultimato às "forças de Urabi para que parassem de se fortalecer ou a frota britânica bombardeava a cidade". Naquele mesmo dia, o Almirante Drancês Conrad havia informado Seymour que, no caso de um bombardeamento britânico, a frota francesa partiria para Porto Said e não participaria do bombardeamento.
O ultimato, que foi ignorado entre negações das obras defensivas pelo governador egípcio, devia expirar às 7 da manhã de 11 de Julho.

## Batalha

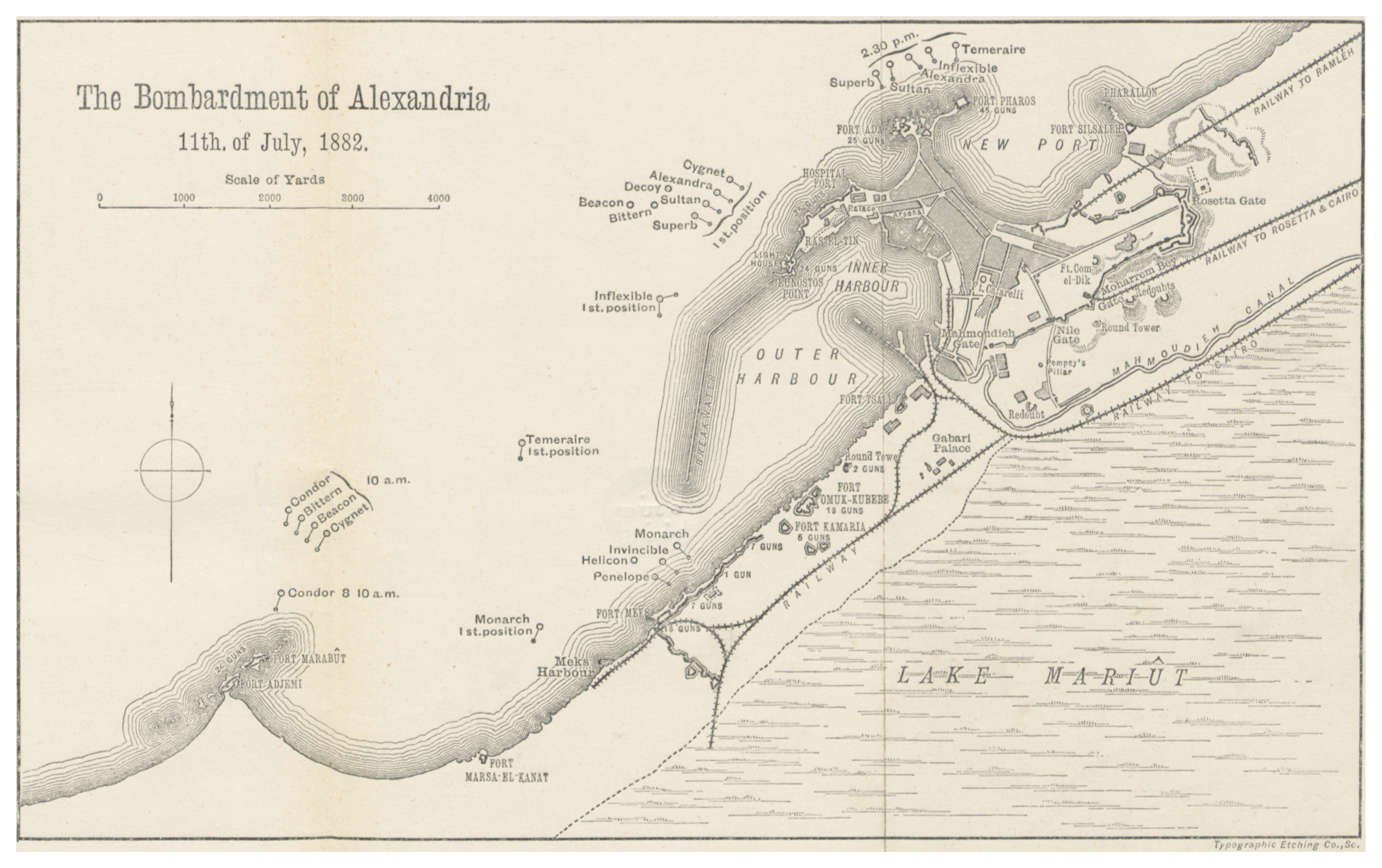
Plano do Bombardeamento.

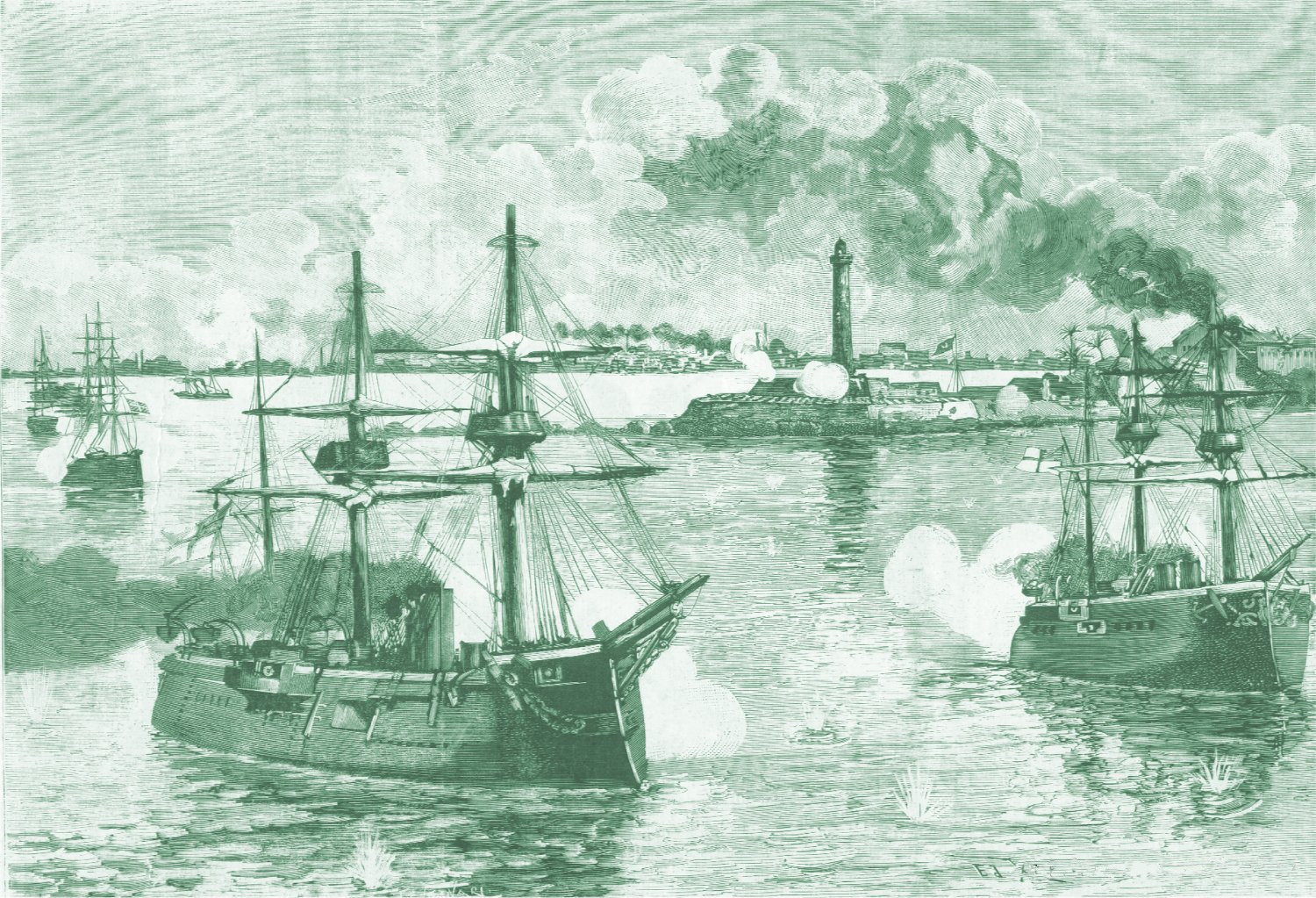
Navios britânicos bombardeamento Alexandria.

Às 7h00 da manhã de 11 de Julho de 1882, o Almirante Seymour a bordo do HMS Invincible fez um sinal para o HMS Alexandra começar a atirar nas fortificações de Ras El Tin seguidas da ordem geral para atacar as baterias do inimigo. De acordo com Royle, "[uma] canhonada firme foi mantida pelas forças atacantes e defensoras, e pelas próximas horas o rugido das armas e os gritos de tiro e projéteis foram bastante audíveis". O ataque foi realizado pelo esquadrão afastado da costa que estava a caminho, os navios virando de vez em quando para manter a barragem. Isso não foi totalmente eficaz e às 9h40, o HMS Sultan, o HMS Superb e o HMS Alexandra ancoraram no Forte do Farol e concentraram suas baterias agora estacionárias em Ras El Tin. A bateria do forte foi capaz de acertar alguns disparos, particularmente no Alexandra, mas às 12h30, o Inflexible se juntou ao ataque e as armas do forte foram silenciadas.
Enquanto isso, o HMS Temeraire havia se encarregado dos Fortes Mex (com o Invincible dividindo os seus lados entre Ras El Tin e Mex) e estava a causar danos ao Mex quando ficou presa num recife. A canhoneira HMS Condor (Beresford) foi em sua ajuda e ela soltou-se do recife e retomou o ataque ao Forte Mex. Enquanto o esquadrão afastado da costa estava envolvido com os fortes a longa distância, o HMS Monarch, o HMS Penelope e o HMS Condor receberam ordens para atacarem de perto os fortes de Maza El Kanat e o Forte Marabout.
O HMS Condor, vendo que o Invincible estava dentro do alcance das armas do Fort Marabout, navegou para cerca de 400 metros do forte e começou a disparar furiosamente contra o forte. Quando as armas do Forte Marabout foram desativadas, o navio-almirante sinalizou "Bem Feito, Condor". A ação do Condor permitiu que os navios terminassem com o Forte Mex.
Com as armas do Forte Mex silenciadas, o HMS Sultan fez um sinal para o Invincible atacar o Forte Adda, o que ela fez com a ajuda de do Temeraire. Às 1h30, um tiro de sorte do HMS Superb explodiu com as munições do Forte Adda e essas baterias pararam de disparar. Mais ou menos nessa altura, a frota britânica começou a ficar sem munições. No entanto, quase todas as armas do Forte Adda West tinham sido silenciadas. o HMS Superb, o Inflexible e o Temeraire focaram o seu fogo nos restantes fortes orientais até às 5h15, quando a ordem geral para cessar fogo foi emitida. Os egípcios, com menos homens e menos armas, usaram o seu poder de fogo com bons resultados, mas o resultado do bombardeamento nunca esteve em dúvida. O jornal El Taif, do Cairo, informou erradamente que os fortes egípcios haviam afundado três navios.
No dia seguinte, o HMS Temeraire fez um reconhecimento dos fortes e descobriu que a bateria do Hospital havia reconstituído as suas defesas. Às 10h30 da manhã, o Temeraire e o Inflexible abriram fogo e a bateria levantou a bandeira de tréguas às 10h48. Pouco depois um barco egípcio ostentando a bandeira da tréguas seguiu para o navio-almirante e um cessar-fogo foi ordenado. Às 14h50, o HMS Bittern assinalou que as negociações haviam fracassado e que o bombardeamento iria recomeçar. Ainda assim, a maioria dos fortes exibiu bandeiras brancas e um disparo de canhão irregular pela frota britânica começou.
Por volta das 16h00 horas um incêndio irrompeu na costa e, ao anoitecer, o fogo havia engolido o bairro mais rico de Alexandria, a área predominantemente habitada por europeus. O fogo durou pelos dois dias que se seguiram antes de se extinguir. O Almirante Seymour, inseguro da situação na cidade, não desembarcou nenhumas tropas para tomar o controle da cidade ou combater o incêndio. Só a 14 de Julho é que marines britânicos e marinheiros desembarcaram em Alexandria.

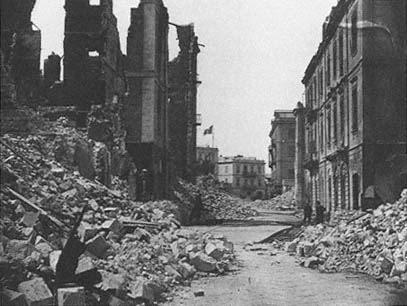
Foto de Alexandria depois do bombardeamento e incêndio de 11–13 de Julho de 1882.

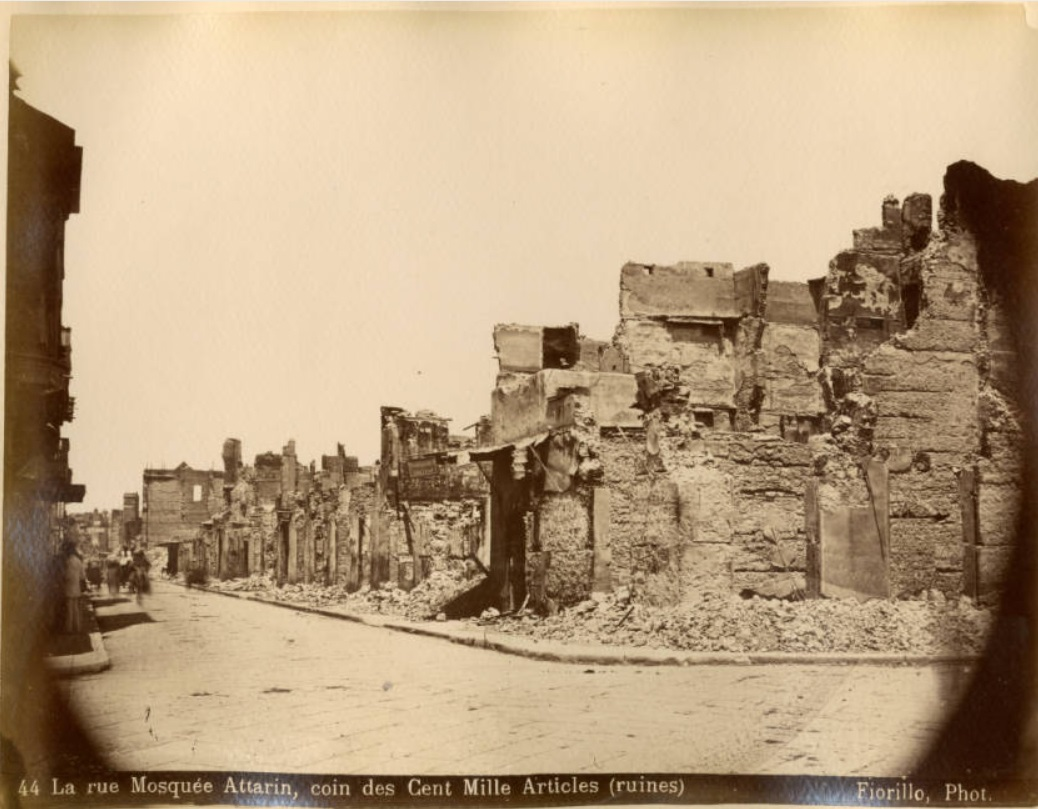
Rua Attarine Mosque depois do bombardeamento

## Rescaldo
Os Incêndios continuaram a irromper em Alexandria nos próximos dias e a cidade estava caótica e sem leis o que permitiu aos Beduínos, entre outros, saquear a cidade. Marinheiros britânicos e marines desembarcaram e tentaram assumir o controle das ruínas enegrecidas da cidade e evitar o saque, ao mesmo tempo em que sustentavam o instável governo do Quediva. Finalmente, a ordem foi restaurada e, um mês depois, o General Garnet Wolseley desembarcou uma grande força de tropas britânicas em Alexandria como um local para encenar um ataque a "Urabi perto do Canal de Suez na Batalha de Tel el-Kebir. O fotógrafo Luigi Fiorillo (ele) criou um álbum de cinquenta páginas mostrando as mudanças em Alexandria do início ao fim desse ataque. Essas fotos agora podem ser encontradas on-line na Universidade Americana do Cairo, na Biblioteca Digital de Livros Raros e Coleções Especiais. Esta biblioteca digital foi criada no Outono de 2011 e as fotografias do Bombardeamento de Alexandria foram compiladas entre Junho e Agosto de 2012.
O bombardeamento foi descrito em termos depreciativos pelo deputado britânico Henry Richard:
Eu encontro um homem rondando minha casa com propósitos obviamente criminosos. Eu apresso-me a trancar as minhas portas, e a barricar as minhas janelas. Ele diz que isso é um insulto e uma ameaça para ele, e ele deita abaixo as minhas portas e declara que ele o fez somente como um estrito ato de autodefesa.
Depois disso, a revolta de Urabi foi derrotada. O Egito tornou-se um protetorado britânico até 1922 e permaneceu sob domínio britânico durante a Segunda Guerra Mundial.

## Frota Britânica

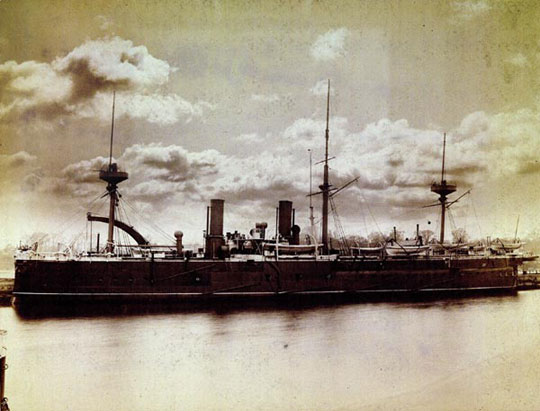
O HMS Alexandra era o Navio-almirante da frota do Mediterrâneo, mas durante o bombardeamento de Alexandria, o Almirante Seymour transferiu o galhardete para o HMS Invincible.

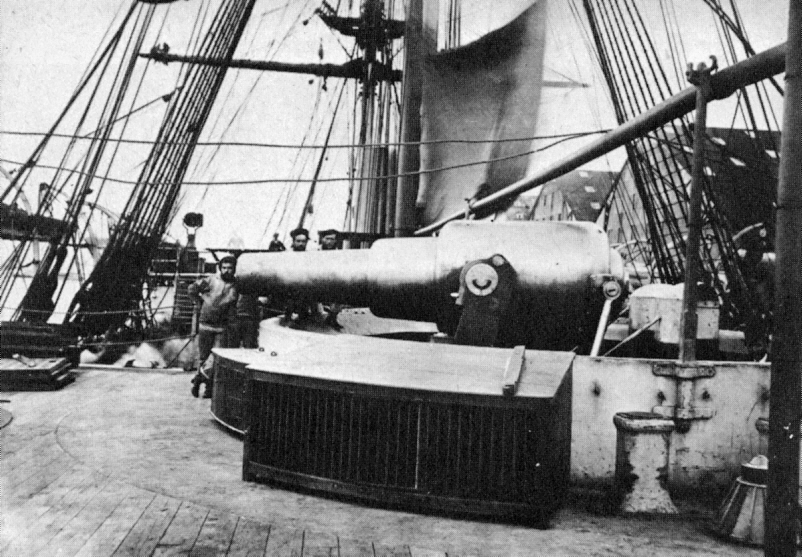
Um dos canhões do HMS Temeraire. O HMS Alexandra atingiu os fortes com armas semelhantes.

### Encouraçados
- HMS Alexandra
- HMS Superb
- HMS Sultan
- HMS Temeraire
- HMS Inflexible
- HMS Monarch
- HMS Invincible
- HMS Penelope

### Barco torpedeiro
- HMS Hecla

### Barco mensageiro
- HMS Helicon

### Canhoneiras
- HMS Condor
- HMS Bittern
- HMS Beacon
- HMS Cygnet
- HMS Decoy

## Fortes Egípcios
- Citadela de Qaitbay
- Forte Silsileh
- Forte Adda
- Forte Ras El Tin
- Forte Marabout
- Forte Agami
- Marza El Kana
- Citadela de El Max
- Forte Kamaria
- Forte Omuk Kebebe
- Forte Saleh Aga